# 西尔维奥·贝卢斯科尼
西爾維奧·貝盧斯科尼（義大利語：Silvio Berlusconi，義大利語發音：[ˈsilvjo berluˈskoːni] ⓘ；1936年9月29日—2023年6月12日），意大利政治人物、企業家，曾任欧洲议会议员，数度出任意大利总理，同时也是前AC米蘭主席、传媒大亨、歌手、富翁。1994年投入意大利政壇以來，始终是主宰著意大利政局的风云核心之一，也是全世界知名度最高的意大利人之一，长期处于风口浪尖。貝盧斯科尼是第二次世界大戰後第一位完成五年任期，以及執政時期最長的意大利總理，但同時他的私生活作風亦為其惹來極多爭議。
他的禁令結束後，貝盧斯科尼參加競選，並在2019年歐洲議會選舉西北義大利中成功當選為歐洲議會議員，為議會中最年長者。
贝卢斯科尼自2016年以來持續遭遇健康問題，包括2016年的心臟手術。2020年9月2日，贝卢斯科尼2019冠狀病毒病检测结果呈阳性住院11天，數個月後他又在2021年1月因心臟問題在摩納哥住院。2023年4月6日，貝盧斯科尼的醫生證實他患上血癌已有一段時間。自6月9日起，貝盧斯科尼一直住院。6月12日，贝卢斯科尼在聖拉斐爾醫院逝世，终年86岁。

## 早期生涯
貝盧斯科尼生于意大利米兰的一个中产阶级家庭。父亲是银行雇员，母亲是全职太太。他有一个妹妹和一个弟弟，是家里三个孩子中最年长的。他毕业于Salesian大学后，继续在米兰的Statale大学法律系学习，1961年发表了一篇关于广告业的法律论文而毕业。由于他是家中长子而得以避开一年的兵役。大学期间，他曾与Fedele Confalonieri 一同组建乐团，担任其中的贝司手，后者是一位钢琴家，后来成为Mediaset公司的董事長。

## 婚姻生活
- 第一任妻子：Carla Elvira Dall'Oglio
  - 1965年结婚，育有長女Maria Elvira和長子。1980年分居，1985年離婚。

- 第二任妻子：Veronica Lario
  - 1980年認識，後同居，1990年正式结婚，育有二女Barbara、Eleonora和一子 Luigi。2010年離婚。

## 商业生涯

### 成立建築工程公司
貝盧斯科尼的商業生涯始於 1970 年代的建築業，當時他建造了意大利第一個全封閉的居民區米兰2（意大利語“米蘭二號”的意思），這是米蘭東部 4,000 套住宅公寓的開發項目。 住宅中心由 Edilnord 公司建造， Edilnord 公司是貝盧斯科尼擁有的一家與 Fininvest 集團有關聯的公司。  據報導，它可容納 10,000 名居民。
米兰2的一個特點是連接整個社區的人行道和橋樑系統，因此可以四處走動而不會與車輛交通相交。  該項目於 1970 年開工，1979 年完工。  該建築群的獨特地標包括體育設施、小型人工湖和兒童遊樂場。 
該企業的利潤為他的廣告公司提供了種子資金。

### 傳媒大亨和銀行致富
1978年，成立Fininvest投資集團。Fininvest在全歐洲投資了一系列商業電視台，包括法國La Cinq（1986年），德國Tele5（1987年），西班牙Telecinco（1989年）。1989年，收購意大利最大的出版商la Mondadori。
1980年，在意大利成立第一家私營電視台Canale 5，並在1982年和1984年新添兩個頻道Italia 1和Rete 4。這三家商業電視台取得了巨大成功並幫助貝盧斯科尼通過投資把自己的事業延伸到其他行業。隨後Fininvest集團通過購買Mediolanum銀行涉足保險金融產品市場。
期間貝盧斯科尼與時任意大利總理贝蒂诺·克拉克西關係密切。克拉克西在位时，贝卢斯科尼还只是一个商人，克拉克西利用手中的权力，对贝卢斯科尼大开方便之门，令贝卢斯科尼的生意做得风生水起。

### AC米蘭足球俱乐部财主
1986年收購AC米蘭足球會並成為主席，以及球會實際的掌舵人。AC米蘭在其領導下取得卓越的成績，包括7屆意大利甲組聯賽冠軍，五屆歐洲聯賽冠軍盃和其他國際性比賽的冠軍。

## 政治生涯
1994年1月26日卸任其商業帝國董事長的職位並轉交給其子，開始投身政治。

### 1994年選舉勝利
他創建意大利力量黨，連同右翼的北方聯盟結盟贏得3月的選舉，5月首次出任總理。惟1995年初聯合政府由於因北方聯盟退出而解散，貝氏被迫辭職。
1996年，普羅迪領導的中左翼聯盟取得首次勝利，貝盧斯科尼領導的右翼聯盟敗選，他成為在野黨聯盟領導人。

### 2001年選舉勝利
2001年，貝盧斯科尼領導的中右翼聯盟再次與北方聯盟結盟，在大選取得勝利，第二次出任總理。

### 2006年大選

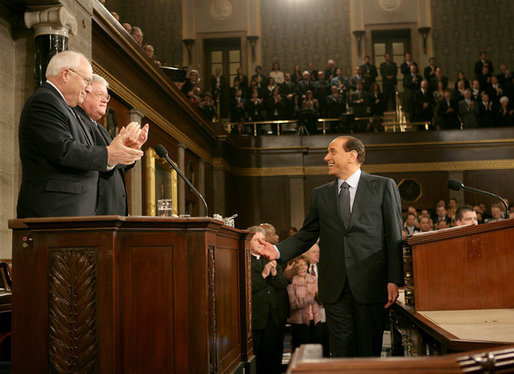
貝盧斯科尼於2006年在美國國會聯席會議上發表講話

2006年3月10日貝盧斯科尼受到米蘭檢控當局有關貪污的起訴。其後贝卢斯科尼宣布会参加角逐4月举行的意大利总理大选。大選結果普羅迪領導的左翼聯盟取得勝利，貝盧斯科尼和他領導的中右聯盟在選舉中以些微票數慘敗，被迫下台。他再度成為在野黨聯盟領導人。由於其政黨在參議院取得多數，故普羅迪的政府變得不穩定。2008年1月24日，貝盧斯科尼的政黨向普羅迪領導的政府提出不信任動議，獲得通過，普羅迪被迫辭職，意大利再度舉行大選。

### 2008年大選
2008年4月14日，貝盧斯科尼和他領導的中右翼聯盟贏得選舉，貝氏三度問鼎總理之位。

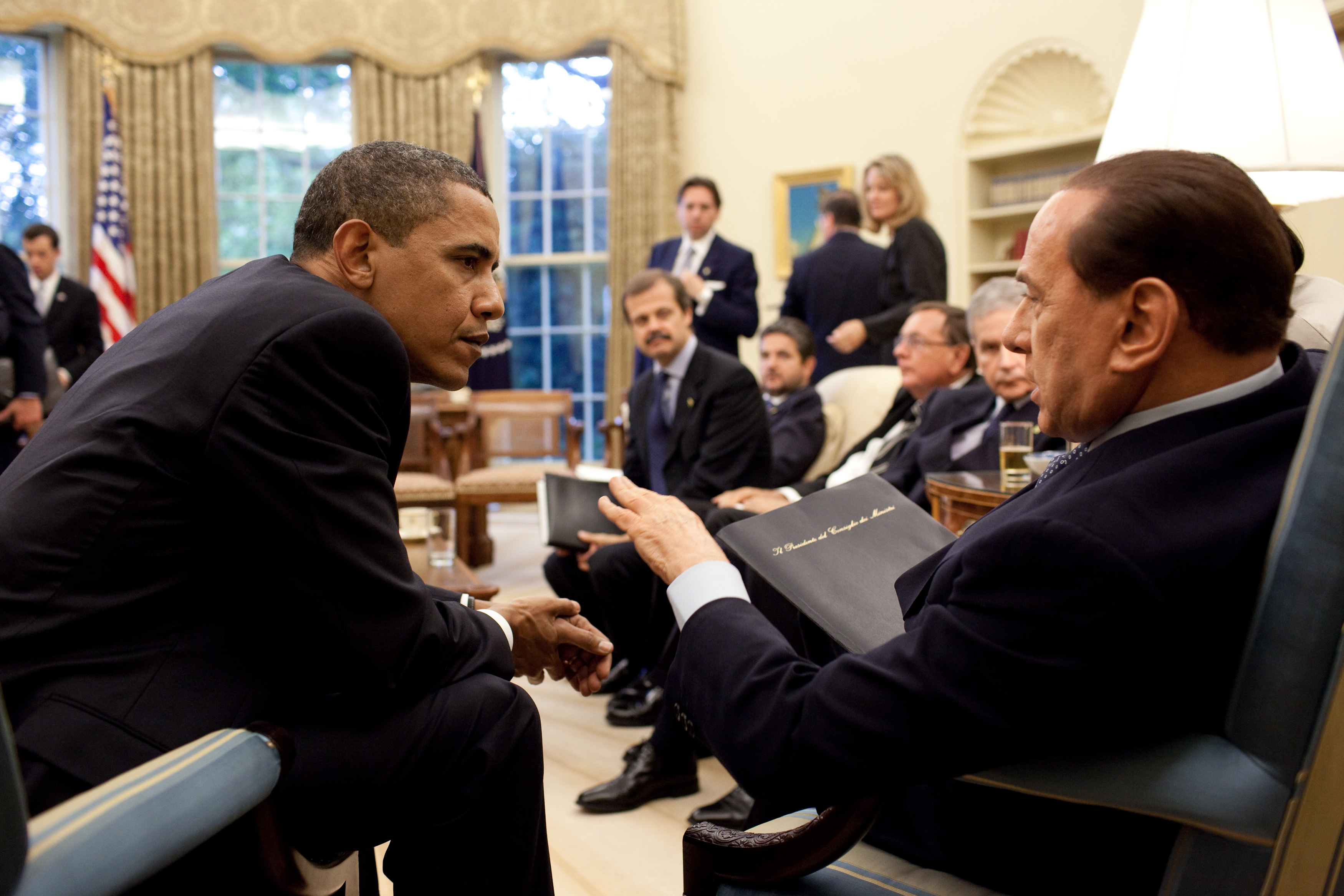
美國總統巴拉克·奧巴馬與意大利總理貝盧斯科尼在白宫會面，2009年6月15日。

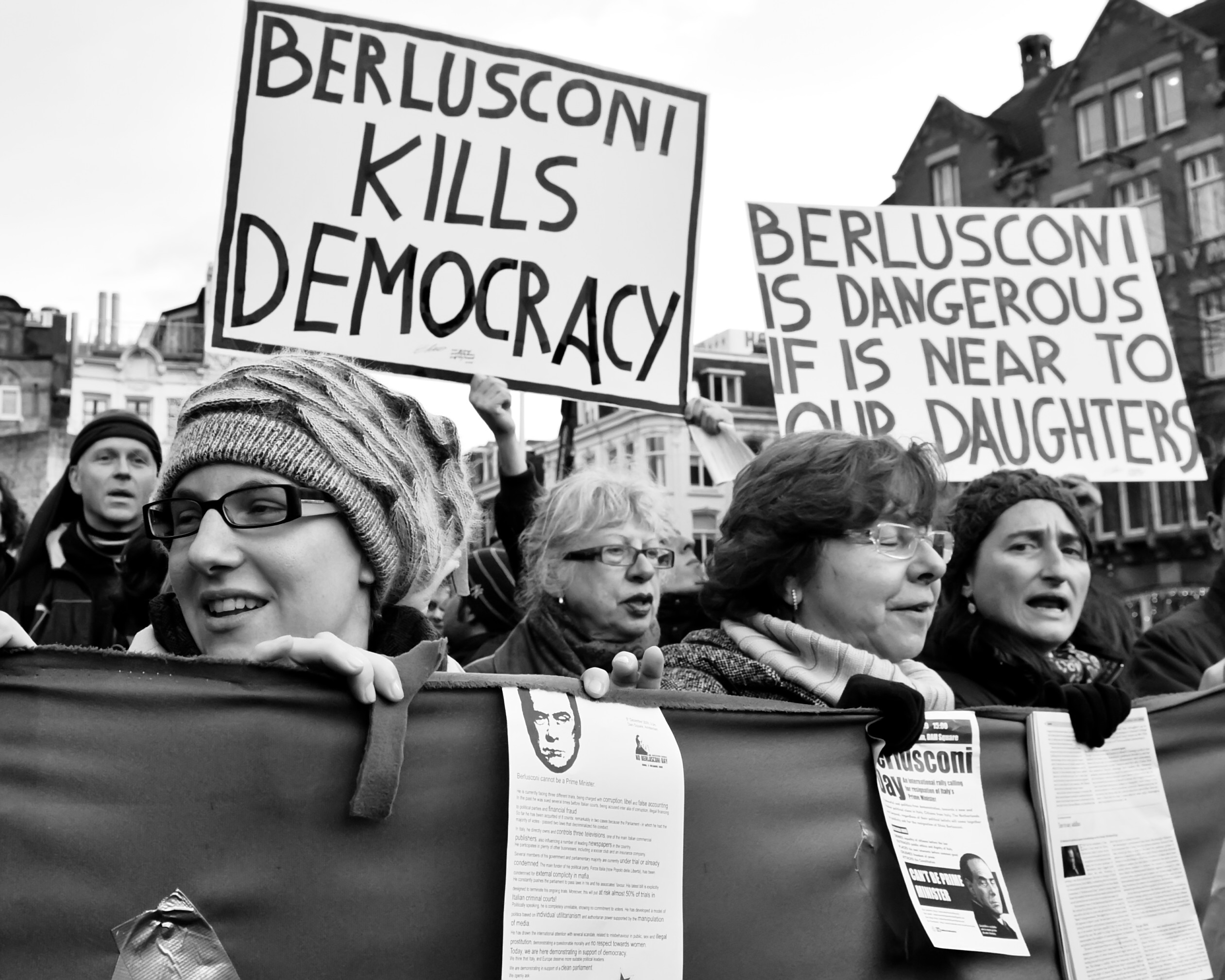
2009 年貝盧斯科尼訪問 阿姆斯特丹 期間意大利人舉行的反貝盧斯科尼示威

### 辞职
2011年11月8日，當意大利國會眾議院表決財政改革預算案時，630名議員中反對派全部不投票，令預算案僅得308張贊成票，在未過半數下通過。贝卢斯科尼领导的中右翼政府在意大利众议院失去优势地位，贝卢斯科尼宣布，将在议会通过旨在稳定国内财政状况的紧缩法案后辞职。其后紧缩法案于11日、12日分别在参、众两院通过。11月12日，貝盧斯科尼向總統纳波利塔诺遞交辭呈。其後意大利总统府发布声明说，总理贝卢斯科尼已于当日向总统纳波利塔诺递交了辞呈，正式辞职。按照意大利法律，總理辞职后，總統将和议会各党派进行协商，尝试重新组建政府。如果努力失败，總統将解散议会，提前举行大选。贝卢斯科尼作出辞职表态后，纳波利塔诺随即任命意大利著名经济学家、前欧盟委员会负责竞争事务的委员马里奥·蒙蒂为终身参议员。意大利媒体认为，此举表明纳波利塔诺希望蒙蒂临危受命，在贝卢斯科尼政府解散后出任过渡政府总理。贝卢斯科尼领导的意大利议会最大党派自由人民党表示将支持蒙蒂组建过渡政府。此前意大利各主要反对党派已经表态支持过渡政府的组建工作。11月16日，贝卢斯科尼正式離任，由於其政黨自由人民黨仍是國會最大政黨，加上貝氏無意退出政壇，他對意大利政局仍會保持較大影響力，將主宰著意大利政局的發展。

### 2013年大選

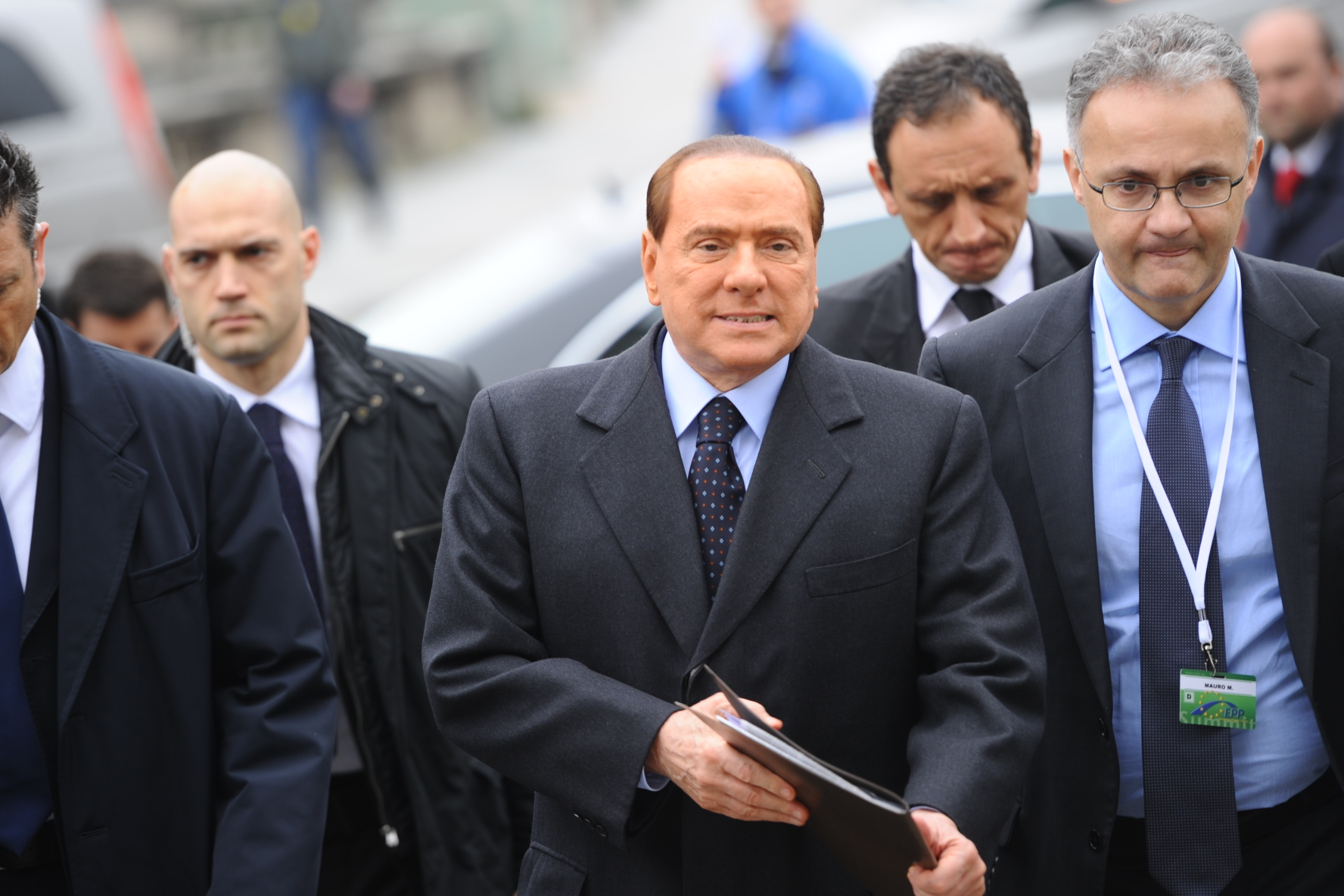
貝盧斯科尼在2012年歐洲人民黨 (EPP) 峰會上

2013年2月24日，意大利相隔五年再次舉行大選，贝卢斯科尼領導的中右聯盟以微弱差距敗予貝爾薩尼領導中左聯盟，眾議院議席大輻減少，但參議院與中左聯盟拉成均勢。
2013年3月7日，米兰一家法院以共谋洩密罪判处意大利前总理贝卢斯科尼一年监禁，裁定其在有关案件调查审理期间，违反保密条款，共谋非法公开发表监听拦截的电话谈话内容。

### 再建力量黨和公職禁令

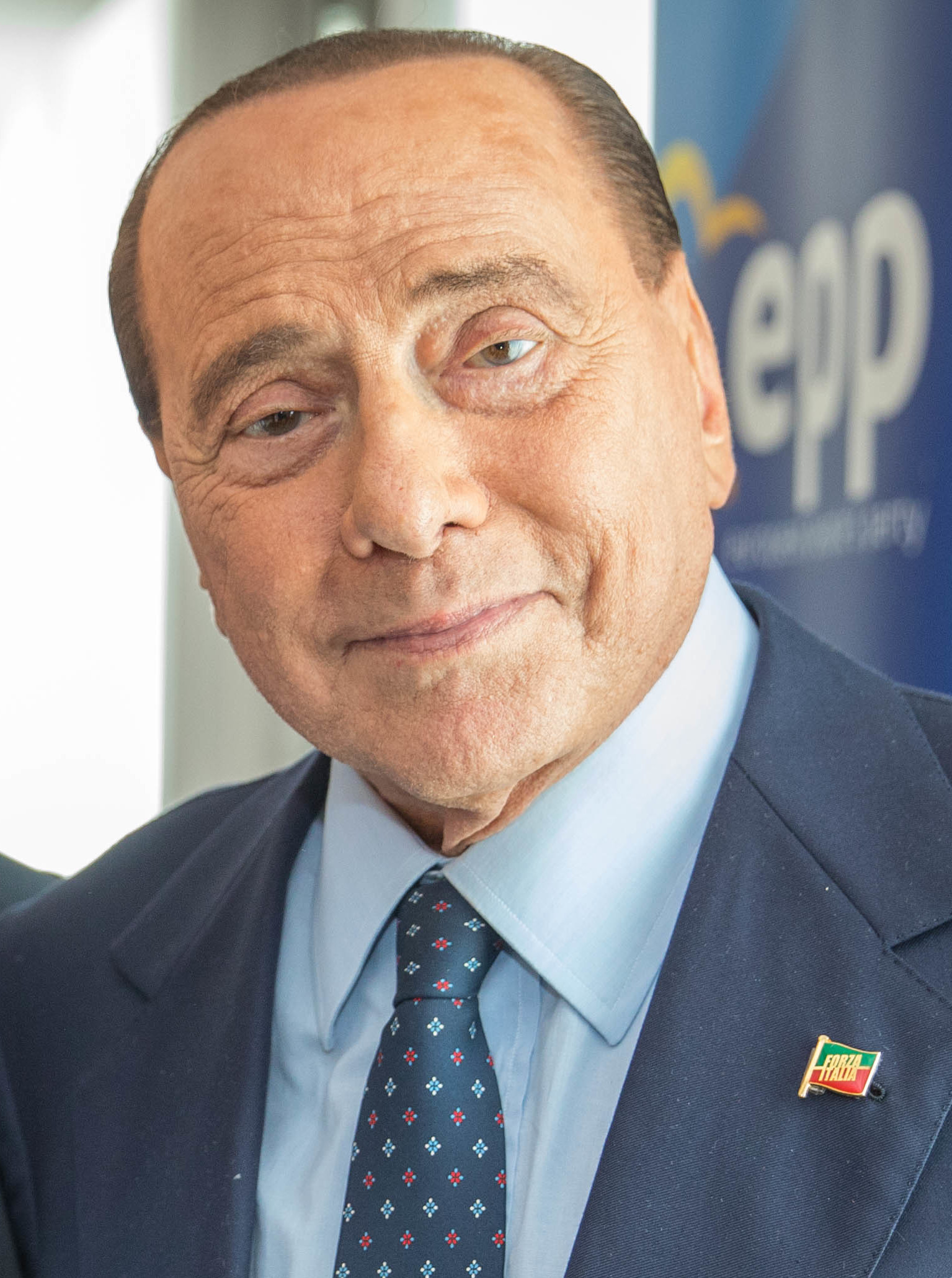
貝盧斯科尼在2019年EPP峰會上

2013年6月24日，意大利米蘭法院判處貝盧斯科尼7年監禁，並終身禁止其擔任公職，罪名是與未成年妓女有性交易；而貝魯斯柯尼則表示，將會繼續上訴到法院認定其無罪為止。另外在2013年5月8日，米蘭上訴法院因為其逃稅為由，而判處其4年有期徒刑以及5年褫奪公權；8月1日，義大利最高法院決定維持原本4年有期徒刑的判決，不過褫奪公權部分則轉交由米蘭上訴法院重新審理。
2013年11月16日，貝盧斯科尼再次組建力量黨。
2013年11月27日，貝盧斯科尼遭意大利國會參議院表決取消其參議員資格。

## 遇襲與逝世

### 集會遇襲
2009年12月13日貝盧斯科尼在一個公開場合的簽書會活動，突遭一名男子投擲的教堂模型打中，他的口鼻被打出血，两颗牙齿被打落。貝盧斯科尼很快就醫接受治療，傷勢並不嚴重。
不過這是他第二次遭人攻擊，前一次是在2004年的新年前夕，他在羅馬街上遭一名砌磚工人持照相機腳架攻擊，其右耳後方有輕微受傷。
之后虽然意大利各个党派政府都一同谴责这次的严重暴力事件。可是也有意大利价值党议员认为：「这次让人痛心事件是怎么造成的，贝卢斯科尼应该也很清楚，同样也应该做出一定的检讨，不要把责任都推给别人。」其实在这次遇袭事件发生起前，贝氏的政绩不太理想，而且频频出现性丑闻和政治丑闻，支持率下滑，抗议游行也频频发生。所以很多人认为这件事情会发生其实大家也并不感到意外。也有分析人士指出其实这次遇袭事件是中右联盟自编自演的一出戏，目的是为了利用人民的恻隐之心来挽回对贝氏政府的信心。

### 逝世
2023年6月13日上午9點30分，貝盧斯科尼於倫巴底大區米蘭市聖拉斐爾醫院因病逝世，其生前罹患慢性髓細胞性白血病，在病情惡化後搶救無效逝世，享壽86歲。

## 爭議

### 公開場合行徑
2007年1月的頒獎晚宴上，貝盧斯科尼曾說對瑪拉·卡爾法尼亞這樣的一句話「假如我還未婚的話，我現在就會立刻娶妳」（If I wasn't already married, I would marry you right away）甚至還說「我會帶著妳浪跡天涯」（With you, I'd go anywhere），當時的瑪拉·卡爾法尼亞是一位義大利力量黨的下議院議員也是宣傳模特兒。這些調情的言論引起他的妻子 Veronica 要求他在敵對的媒體la Repubblica新聞報上刊登一份道歉的公開信。這一份公開的聲明是經由他的政黨來發表出來的，他乞求 Veronica 的原諒並表明會「保護（Veronica 的）尊嚴」（always protect Veronica's dignity）。 瑪拉·卡爾法尼曾在他的政府內任職公平機會部長（Italian Minister for Equal Opportunity）。

### 裸照風波
西班牙《國家報》在頭版和內頁刊登5張貝盧斯科尼與裸女狂歡的照片。但他接受訪問時稱：「我並不害怕，這些照片都是清白的，亦不構成醜聞。但（刊登照片）是嚴重侵犯我的私人生活。」

### 逃稅
2012年10月26日，意大利米蘭市一家法院26日裁定貝盧斯科尼逃稅罪名成立，判處他4年監禁、並褫奪公權3年。 根據大赦法，法院隨後把4年刑期縮減至1年。貝盧斯科尼其後提出上訴。之後的2013年5月時，米蘭法院仍維持原判決。

## 评价
時任俄罗斯总理普京在谈到贝卢斯科尼辞职时，评价他说：“他执政相当长时间，我认为，这是意大利的福气。”普京在瓦尔代俱乐部成员会谈时，也点评了贝卢斯科尼：“他是我们大家的朋友。施罗德曾说过，贝卢斯科尼是个非常好的人，真诚正派，但他不是个政治家，他是无政府主义者；总的来说，意大利是个无政府主义的国家，大家喜欢他。”但是有人认为，事实上在公众面前爱护家庭的、假装从不说谎的贝卢斯科尼，是个十足的说谎者和变态狂，比如他经常参加性爱派对、喜欢SM等，包括埃及总统穆巴拉克的孙女在内的许多名人都有参加。贝卢斯科尼在欧洲有十几处度假别墅，他不用出去旅行，在家里玩就足够了。所以意大利人民在受够了贝卢斯科尼的欺骗之后，就将贝卢斯科尼给赶下台了。
《华尔街日报》曾有文章评价贝鲁斯科尼，认为他集合意大利人的最棒的优点和最坏的缺点，总结有五点如下：
1. 惹人喜爱但是容易诱惑他人
2. 善于向公众传达易懂且安心的信息
3. 个人主义
4. 有贵族风范
5. 长于攻击政治对手